# Jérôme Mulas-Benedetti
Jérôme Mulas Benedetti est né à Occhiatana, Balagne en Corse.

## Biographie
Dès son plus jeune âge, il est attiré par la poésie et la véritable croyance religieuse.
Études primaires au village. Études secondaires au cours complémentaire de Belgodère.
Appelé sous les drapeaux en 1955 à Meknès (Maroc) dans l'intendance militaire. Il est Caporal, puis caporal-chef infirmier.
Départ pour l'Algérie en 1956 dans le 117e régiment d'infanterie coloniale.
En tant que sous-officier, il dirige un commando. Dans celui-ci, se trouvent quelques anciens combattants d'Indochine. Malgré son patriotisme, le poète est tourmenté. Il comprend qu'il est en totale contradiction avec la poésie et l'enseignement chrétien qu'il a reçu de ses parents et de ses grands-parents.
Dans ses prières, il demande au Créateur la force d'abandonner cette carrière militaire. Le poète est vraiment convaincu d'avoir été entendu par l'Éternel. Quelque temps après sa libération, il devient un soldat de la Vie au service de Dieu.
Ses poèmes d'inspiration biblique sont chantés et interprétés musicalement par des vedettes internationales (exemple : Tino Rossi).
Jérôme traduit depuis de nombreuses années la Bible en langue corse.

## Pour approfondir